# Оттштедт-ам-Берге
Оттштедт-ам-Берге (нім. Ottstedt am Berge) — громада в Німеччині, розташована в землі Тюрингія. Входить до складу району Ваймарер-Ланд. Складова частина об'єднання громад Грамметаль.
Площа — 5,10 км2. Населення становить Невірний параметр metadata 16 071 073 ос. (станом на 31 грудня 2021).